# Condado de Tattnall
El condado de Tattnall (en inglés: Tattnall County), fundado en 1801, es uno de 159 condados del estado estadounidense de Georgia. En el año 2000, el condado tenía una población de 64 444 habitantes y una densidad poblacional de 18 personas por km². La sede del condado es Reidsville. El condado recibe su nombre por Josiah Tattnall.

## Geografía
Según la Oficina del Censo, el condado tiene un área total de 1264 km² (488 mi²), de la cual 1253 km² (483,8 mi²) es tierra y 12 km² (4,6 mi²) (0.57%) es agua.

### Condados adyacentes
- Condado de Candler (norte)
- Condado de Evans (noreste)
- Condado de Liberty (este/sureste)
- Condado de Long (sureste)
- Condado de Wayne (sur)
- Condado de Appling (suroeste)
- Condado de Toombs (oeste)

## Demografía
Según el censo de 2000, había 64 444 personas, 53 522 hogares y 27 548 familias residiendo en la localidad. La densidad de población era de 9 hab./km². Había 8578 viviendas con una densidad media de 7 viviendas/km². El 41.21% de los habitantes eran blancos, el 51.43% afroamericanos, el 0.14% amerindios, el 0.29% asiáticos, el 0.08% isleños del Pacífico, el 6.64% de otras razas y el 0.92% pertenecía a dos o más razas. El 0.17% de la población eran hispanos o latinos de cualquier raza.
Los ingresos medios por hogar en la localidad eran de $28 664, y los ingresos medios por familia eran $35 951. Los hombres tenían unos ingresos medios de $28 994 frente a los $19 984 para las mujeres. La renta per cápita para el condado era de $13 439. Alrededor del 23.90% de la población estaban por debajo del umbral de pobreza.

## Transporte

### Principales carreteras
- U.S. Route 25/U.S. Route 301
- U.S. Route 280
- SR 23
- SR 56
- SR 57
- SR 86
- SR 121
- SR 169

## Localidades
- Cobbtown
- Collins
- Glennville
- Manassas
- Mendes
- Reidsville